# Tarrano
Tarrano (in corso Tarranu) è un comune francese di 14 abitanti situato nel dipartimento dell'Alta Corsica nella regione della Corsica.

## Società

### Evoluzione demografica
Abitanti censiti